# ロバート・キャラダイン
ロバート・キャラダイン（Robert Carradine、1954年3月24日 - ）は、アメリカ合衆国カリフォルニア州ハリウッド生まれの俳優・プロデューサー・監督である。ラストネームは、日本では「キャラダイン」として広く知られているが、米国では「キャラディーン」に近い発音で呼ばれる。

## 来歴
同じく俳優であったジョン・キャラダインを父に持つロバートは、1954年に映画の聖地カリフォルニア州ハリウッドで生まれる。兄にはクリストファーとキース・キャラダインがいる。また異母兄にはデヴィッド・キャラダインがいる。
俳優である父親の影響もあり、16歳の時に兄であるキースと共に舞台に立ち、1971年にジョン・ウェイン主演の『11人のカウボーイ』で映画デビュー。それ以来、様々な映画やテレビに出演している。ブレイク前のティム・バートンが監督したオムニバスドラマの一編『アラジンと魔法のランプ』ではアラジンを演じ、マーティン・スコセッシ監督の作品『ミーン・ストリート』では異母兄のデヴィッドと共演して殺人鬼を演じた。
また『ナーズの復讐』シリーズ四作で、主人公ルイス役を続けて演じた。
近年では映画よりもテレビドラマに多く出演しており、俳優以外でプロデューサーやカメラパートの方面でも活躍している才人である。自身が出演している『リジー&Lizzie』では、そのうちの1エピソードの監督を務めた。
1990年に結婚しており、二人の子供がいる。

## 出演作品

### 映画
- 11人のカウボーイ The Cowboy (1972)
- ミーン・ストリート Mean Streets (1973)
- You and Me (1975)
- 爆走!キャノンボール Cannonball! (1975)
- 雨のロスアンゼルス Aloha, Bobby and Rose (1975)
- ジャクソン・ジェイル Jackson County Jail (1976)
- 高校生活 The Pom Pom Girls (1976)
- オルカ Orca (1977)
- 帰郷 Coming Home (1978)
- ロング・ライダーズ The Long Riders (1980)
- 最前線物語 The Big Red One (1980)
- クリスティ・マクニコルの白いロマンス Just the Way You Are (1984)
- ナーズの復讐 Revenge of the Nerds (1984)
- 弾丸刑事ニック&フランク Number One with a Bullet (1987)
- ナーズの復讐II ナーズ・イン・パラダイス Revenge of the Nerds II: Nerds in Paradise (1987)
- ナーズの復讐III ナーズ軍団、最終決戦! Revenge of the Nerds III: The Next Generation (1992)
- ボディ・バッグス Body Bugs (1993)
- 新ナーズの復讐 REVENGE OF THE NERDS IV: NERDS IN LOVE (1994)
- The Killers Within (1995)
- ファイアーストーム Firestorm (1995)
- D.N.A.V Humanoids from the Deep (1996)
- エスケープ・フロム・L.A. Escape from L.A. (1996)
- スコルピオ・ワン Scorpio One (1997)
- Gunfighter (1998)
- 僕らの幸せ計画進行中 Young Hearts Unlimited (1998)
- Max Keeble's Big Move (2001)
- Rain レイン Rain (2003)
- タイムコップ2 Timecop: The Berlin Decision (2003)
- リジー・マグワイア・ムービー The Lizzie McGuire Movie (2003)
- テキサス・チェーンキラー・ビギニング Hoboken Hollow (2005)
- スーパークロス Supercross (2005)
- サーベルタイガー・パーク 百万年ぶりの餌食 Attack of the Sabretooth (2005)
- 俺たちプロボウラー 7-10 Split  (2007)
- スノークラッシュ Deep Winter (2008)

### テレビドラマ
- ボナンザ Bonanza (1971)
- 燃えよ! カンフー Kung Fu (1972)
- ヒッチコック劇場 Alfred Hitchcock Presents (1985)
- トワイライトゾーン The Twilight Zone (1986)
- フェアリーテール・シアター／『ティム・バートンのアラジンと魔法のランプ』 Faerie Tale Theatre (1986) (ティム・バートン監督の一編)
- ER緊急救命室 ER (1995)
- 新スーパーマン Lois & Clark: The New Adventures of Superman (1995)
- NYPDブルー NYPD Blue (1997)
- ザ・プラクティス ボストン弁護士ファイル The Practice (1997)
- 刑事ナッシュ・ブリッジス Nash Bridges (2002)
- リジー&Lizzie Lizzie McGuire (2001-2004)
- LAW & ORDER:クリミナル・インテント Law & Order: Criminal Intent (2005)